# 中华人民共和国第十一届运动会足球比赛
中華人民共和國第十一屆运动會足球比賽，是中華人民共和國第十一屆运动會的一个比赛项目，設有男子甲組（U20）、乙組（U16）以及女子甲組（成年）、乙組（青年）4個小項。當中，男子乙組與女子乙組為本屆全運會新增設小項。自十運會起，除主辦省份外，所有參與全運會的隊伍必須從預賽中取得參賽資格。由於需要遷就國內聯賽等關係，男甲小項會先在7月22日至8月1日進行，其餘小項分別會在10月6日至28日舉行。

## 預賽
十一運會的足球預賽分為4階段舉行。在2009年5月27日至6月4日，會進行男子甲組的預賽﹔男子乙組則於6月22日至6月30日進行。女子方面，甲組的預賽會在4月20日起展開。在各個預賽中，小組首兩名以及4組當中兩隊成績最佳的第三名，均會取得十一運會的參賽資格。

### 男子

#### 甲組
- A組﹕湖北、河北、浙江、贵州、火车头
- B組﹕天津、四川、吉林、重庆、香港
- C組﹕上海、广东、新疆、江西
- D組﹕辽宁、江苏、北京、湖南、陕西

#### 乙組
- A組﹕辽宁、广东、湖北、北京
- B組﹕吉林、河南、上海、山西、澳门
- C組﹕四川、陕西、江苏、重庆、新疆
- D組﹕天津、浙江、火车头、河北、青海

## 決賽周

### 男子
| 項目     | 金牌 | 银牌 | 铜牌 |
| 男子甲組 | 敖飛帆 柏佳駿 蔡慧康 曹赟定 顧超 韓超 姜至鵬 李運秋 劉暢 呂文君 毛嘉康 孫凱 王佳玉 王燊超 武磊 顏駿凌 戰怡麟 張琳芃 張萌祺 張智（上海） | 陳建龍 叢天豪 鄧志剛 郭子超 黃佳強 李健 栗鑫 劉盛 劉禹辰 潘佳 彭紹雄 史亮 譚賓涼 王超 徐威龍 葉偉超 尹鴻博 曾亮 張迅偉 植思龍（广东） | 高迪 高翔 李曉挺 劉殿座 馬龍 馬興煜 牛喜龍 邱冰 邵鏷亮 宋龍 孫世林 王鵬 咸濤 于靚 于帥 張豐羽 張靖洋 張利峰 張曉宇 鄭錚（山东） |
| 男子乙組 | | | |

### 女子
| 項目       | 金牌 | 银牌 | 铜牌 |
| 女子成年組 | | | |
| 女子青年組 | 紀耀娟 李元 劉菁 潘麗琴 史艾婧 宋思橙 孫娟 孫雯 王卉 王麗思 王敏 衛瑤 許燕露 楊麗 楊秋媛 姚雙艷 張榕佳 周佳 朱葉 莊明（江蘇） | 安娜 安妮 陳帆 陳新麗 黃旖旎 劉俊 陸韻 邱芳芳 沈莉 唐佳麗 王曉悦 王盈盈 徐左 楊莉娜 楊瑤瑤 张劼丽 張馨 趙麗娜 周詩為 朱蓓燕（上海） | 崔愛蓮 崔燕 崔宇博 鄧斯 韓淑雨 黃晨晨 蔣琪 李晴 李曏 蘆亞慶 慕鑫 任飛飛 宋婷婷 田苗苗 閻肖肖 張晨雪 張靜雅 張君 張媛媛 鄭璐（天津） |

## 資料來源
1. ↑  .   [2009-07-18]. （原始内容存档于2009-07-20）.
2. ↑  .   [2009-04-10]. （原始内容存档于2009-03-02）.
3. ↑  .   [2009-04-10]. （原始内容存档于2019-02-20）.